# Lug (ort i Bosnien och Hercegovina, Republika Srpska)
Lug är en ort i Bosnien och Hercegovina.   Den ligger i entiteten Republika Srpska, i den norra delen av landet, 130 km norr om huvudstaden Sarajevo. Lug ligger 108 meter över havet och antalet invånare är 1 218.
Terrängen runt Lug är platt.Närmaste större samhälle är Derventa, 3,1 km öster om Lug. 
Omgivningarna runt Lug är en mosaik av jordbruksmark och naturlig växtlighet. Runt Lug är det ganska tätbefolkat, med 67 invånare per kvadratkilometer.